# Punta de Calaburras
Punta de Calaburras är en udde i Spanien. Den ligger i provinsen Provincia de Málaga och regionen Andalusien, i den södra delen av landet, 400 km söder om huvudstaden Madrid.
Terrängen inåt land är kuperad norrut, men åt nordväst är den platt. Havet är nära Punta de Calaburras åt sydost.Närmaste större samhälle är Fuengirola, 3,9 km norr om Punta de Calaburras.